# Johan Jørgensen Urne
Johan Jørgensen Urne til Rygård og Engestofte (død 1537), dansk rigsråd.
Han var søn af ridder Jørgen Urne (død 1480) og Kirsten Krumstrup og nævnes fra 1503. Blandt hans brødre var domprovst Hans Jørgensen Urne, landsdommer Jørgen Jørgensen Urne, biskop Lage Jørgensen Urne og rigsråd Knud Jørgensen Urne.
Han nævnes i 1503 i sin bror Hans' testamente og tilskødede i 1506 sin søster Margrethe, enke efter Knud Reventlow til Søbo, sin part i Brolykke på Fyn. I 1516 nævnes han som ridder. 
Han var en af de adelsmænd, der i 1523 på Ringsted Landsting på ny svor Christian 2. troskab; men det forhindrede ham ikke i kort efter at slutte sig til Frederik 1. Han blev for det belønnet ved samme år at blive optaget i rigsrådet og udnævnt til lensmand på Kalundborg, som han i 1525 ombyttede med København. I 1524 forlenedes han også med byen Skælskør i 5 år, og i 1528 fik han livsbrev for sig og sin hustru, Anne Rønnov, på byen. I 1532 skænkede kongen ham desuden karmeliterklosteret i Skælskør. I 1533 fik han tilladelse til at indløse Rugård og beholde den som pant. Fra 1528 var han endvidere forlenet med den sjællandske bispestols gård Borreby. På rigsdagen i København 1533 hørte han også derfor til de katolske bispers tilhængere.
Grevefejden blev skæbnesvanger for ham. Oprøret i Malmø i maj 1534 og grev Christoffers landgang på Sjælland i juni bragte ham i en vanskelig stilling i København. Byen sluttede sig snart åbenlyst til greven; men Johan Urne holdt endnu slottet. Det fortælles, at Jørgen Kock, der ledte oprøret i København, gjorde flere forsøg på at overrumple slotsherren, når han kom ned i byen for at forhandle med borgerne, men de mislykkedes. Da greven så imidlertid selv kom til byen og begyndte at belejre slottet, skal mandskabet, der var misfornøjet med Urnes strenghed, have tvunget ham til at overgive slottet den 24. juli efter få dages belejring. Rigtigheden af denne fremstilling er dog noget tvivlsom. Den omstændighed, at Urne staks efter overgivelsen af greven forlenedes med noget gods, som Johan Friis hidtil havde haft, og nu gik greven til hånde, og den måde, hvorpå han blev behandlet efterfølgende, tyder på, at hans overgivelse af slottet ikke har været så nødtvungen.
Johan Urne har formentlig herefter opholdt sig på sin gård på Fyn, men da Ovelacker som fører for landsknægte fra Lübeck i januar 1535 rømmede øen, førte han blandt andre adelsmænd Johan Urne med sig som fange. Han blev holdt fanget, først i København, siden i Malmø, hvorfra han i januar 1536 førtes til slottet Lübtz i
Mecklenburg. Ved traktaten om Københavns overgivelse bestemtes, at de adelsmænd, der blev holdt fangne i Mecklenburg skulle frigives, men overlades i Christian 3.'s varetægt. I slutningen af august overleveredes de da også til kongen i Hamborg. Johan Urne hørte til dem, som det gik værst ud over; han blev først holdt fanget i Haderslev til ind i november, og før han blev løsladt, måtte 6 rigsråder borge for, at han ville tage direkte til København og opholde sig her, til kongen var tilfreds. Han måtte opgive sit sæde i rigsrådet og alle sine forleninger og døde kort efter, før den 25. april 1537. 
Han var gift to gange: Først (før 1506) med Mette Johansdatter Oxe, der endnu levede i 1521, og anden gang (før 23. august 1525) med Anna Marqvardsdatter Rønnov, der overlevede ham i mange år. De fik sønnen Lave Johansen Urne.